# Walesa (filme)
Walesa (em polonês/polaco:  Wałęsa. Człowiek z nadziei, vaˈwɛ̃sa tʂwɔˈvʲɛk s naˈdʑɛj) é um filme de drama polonês de 2013 dirigido por Andrzej Wajda e escrito por Janusz Głowacki. 
Foi selecionado como representante da Polônia à edição do Oscar 2014, organizada pela Academia de Artes e Ciências Cinematográficas.

## Elenco
- Robert Więckiewicz - Lech Wałęsa
- Agnieszka Grochowska - Danuta Wałęsa
- Zbigniew Zamachowski - Nawiślak
- Maria Rosaria Omaggio - Oriana Fallaci
- Cezary Kosiński - Majchrzak
- Mirosław Baka - Klemens Gniech